# 阿普299
阿普 299 (也稱為IC 694和NGC 3690) 是一對在大熊座內距離地球大約1億3千4百萬光年遠的星系。
IC 694是主要的星系，而NGC 3690是附屬的星系，它們都是有棒不規則星系。 
在阿普 299發生碰撞之後，迅速的在星系內引發了恆星誕生，並且已經發現了6顆超新星 (SN 1992bu、SN 1993G、SN 1998T、SN 1999D 4顆在NGC 3690內，SN 1990al和SN 2005U在IC 694內)。

## 外部連結
- Astronomy: "Supernova factory" opens annex （页面存档备份，存于）